# Újpesti Gyógyfürdő és Uszoda
Koordináták: é. sz. 47° 33′ 40″, k. h. 19° 06′ 00″47.561111°N 19.100000°E
Az Újpesti Gyógyfürdő és Uszoda Budapest IV. kerületében, az Árpád út 114–120. alatt volt található. Az uszodát 1974. november 7-én nyitották meg, és 2007-ig működött.

## Története
A gyógyfürdő elődjét a 19-20. század fordulóját követően nyitották meg Erzsébet gőz- és kádfürdő néven. A II. világháború után az új városrész kialakításával és a leromlott állapotú fürdő helyett 1974-ben épült fel Bene László és Szentmártoni Ferenc építész-társtervező munkája nyomán az Újpesti Gyógyfürdő és Uszoda. A nyitására egy jeles alkalmat, november 7-ét jelölte ki a vezetőség. Budapest gyógyvízkészletét kihasználva a vizet a fürdő a Széchenyi gyógyfürdőből kapta távvezetéken. A vezetők igyekeztek minden berendezést megtartani, ami a gyógyfürdőhöz kötődik, így maradt fent az a lábápoló szalon, melyet a nyitás óta, és a zárásig igénybe lehetett venni. Az emeleti előcsarnok két oldalán Barcsay Jenő egy-egy muranói üvegmozaik alkotását helyezték el. A fürdőben továbbá található volt gőz- és termálfürdő, valamint uszoda, és kádfürdők sora. A létesítmény tetején napozót is kialakítottak, valamint pancsoló medence várta a kicsiket.

## Bezárásának okai
Az évtizedek során a gyógyvizet szállító távvezeték elöregedett, melynek karbantartása, valamint az épület fenntartása is jelentős költségekkel járt, felújításra pedig nem volt pénz, illetve az épület statikai állapota is jelentősen romlott, ezért a város vezetése 2007-ben bezárta a fürdőt. 

## Bontás
Az uszoda bontása 2017. december közepén kezdődött meg. Az uszoda falán lévő, Barcsay Jenő keze által készített mozaikokat, már augusztus végén leemelték és elszállították, amit majd egészben fognak összerakni a Csillaghegyi Fürdőben.

## Az új uszoda
Mivel a Gyógyfürdő újjáélesztésére nem volt lehetőség, az Önkormányzati testület úgy határozott, hogy Újpestnek egy új városi uszodát építenek, melynek az alapkövét 2012. szeptember 19-én tették le. A rendezvényen részt vett Újpest polgármestere Wintermantel Zsolt, ahol beszédében ki is emelte, hogy a főváros tulajdonában lévő létesítmény évek óta zárva van, és műszaki állapota miatt nem lehet újranyitni. A beruházás 932 millió forintot tett ki, a teljes összeget az önkormányzat finanszírozta. Az új létesítmény a Halassy Olivér Sportközpont – Városi Uszoda nevet kapta a 2013-as megnyitáskor.

## Kapcsolódó szócikk
- Halassy Olivér Sportközpont – Városi Uszoda